# Centromerus sinuatus
Centromerus sinuatus là một loài nhện trong họ Linyphiidae.
Loài này thuộc chi Centromerus. Centromerus sinuatus được Robert Bosmans miêu tả năm 1986.